# 凪七瑠海
凪七 瑠海（なぎな るうみ、11月11日 - ）は、元宝塚歌劇団専科の男役スター。
東京都世田谷区、田園調布雙葉高等学校出身。身長169cm。愛称は「カチャ」、「エリカ」。

## 来歴
2001年、宝塚音楽学校入学。
2003年、音楽学校卒業後、宝塚歌劇団に89期生として首席入団。月組公演「花の宝塚風土記／シニョール ドン・ファン」で初舞台。その後、宙組に配属。
2004年の阪急阪神初詣ポスターモデルに起用される。
2009年の月組公演「エリザベート」に特別出演し、タイトルロールとなるヒロイン・エリザベート役を演じる。若手男役が他組に出演し、女役を演じる異例の大抜擢となった。同年、大空祐飛・野々すみ花トップコンビ大劇場お披露目となる「カサブランカ」で、新人公演初主演。新人公演最終学年となる入団7年目のラストチャンスでの抜擢となる。
2010年の「ジュ シャント」でバウホール公演初主演。
2013年1月29日付で月組へと組替え。
2014年の「THE KINGDOM」（日本青年館・ドラマシティ公演）で、美弥るりかと東上公演ダブル主演。
2015年の専科公演「オイディプス王」で、専科理事・轟悠の相手役を務め、バウホール公演ヒロイン。再び女役を演じる。
2016年9月5日付で専科へと異動。
2018年の花組「蘭陵王」（ドラマシティ・KAAT神奈川芸術劇場公演）で、東上公演単独初主演。
2020年の「パッション・ダムール」（バウホール公演）で、自身初となるコンサートを開催。
2023年の星組「バレンシアの熱い花／パッション・ダムール・アゲイン!」で全国ツアー公演初主演。
2024年の雪組「39 Steps」でバウホール公演主演。
男役だけでなく女役としての魅力も発揮し、専科異動後は各組に主要キャストとして出演してきたが、2025年1月19日、永久輝せあ・星空美咲トップコンビ大劇場お披露目となる花組「エンジェリックライ／Jubilee」東京公演千秋楽をもって、宝塚歌劇団を退団。

## 人物
芸名「瑠海」の名付け親は、作家の陳舜臣。イランの有名な詩人の名前に漢字をあてた。姓の「凪七」は海のイメージと流れの綺麗さ、全体のいい画数に合わせて家族で考えた。
愛称の「カチャ」は本名に因む。
宝塚OGでもある燁明はいとこにあたる。

## 宝塚歌劇団時代の主な舞台

### 初舞台
- 2003年4 - 5月、月組『花の宝塚風土記（ふどき）』『シニョール ドン・ファン』（宝塚大劇場のみ）

### 宙組時代
- 2003年8月、『里見八犬伝』（バウホール・日本青年館）
- 2003年10 - 2004年2月、『白昼の稲妻』 - アラン、新人公演：ルネ（本役：花影アリス）『テンプテーション!』
- 2004年3月、『BOXMAN-俺に破れない金庫などない-』（日本青年館・ドラマシティ） - アーノルド
- 2004年5 - 8月、『ファントム』 - 従者、新人公演：ラシュナル（本役：悠未ひろ）
- 2004年10 - 11月、『風と共に去りぬ』（全国ツアー） - ウィリー
- 2005年1 - 4月、『ホテル ステラマリス』 - 新人公演：リンドン・マクレモア（本役：悠未ひろ）『レヴュー伝説』
- 2005年6月、『Le Petit Jardin（ル プティ ジャルダン）』（バウホール） - パトリック
- 2005年8 - 11月、『炎にくちづけを』 - アート、新人公演：ティーン（本役：悠未ひろ）『ネオ・ヴォヤージュ』
- 2006年1月、『不滅の恋人たちへ』（バウホール） - 立会人／船頭
- 2006年3 - 7月、『NEVER SAY GOODBYE』 - エンリケ・ロメロ／アントニオ、新人公演：ハンス（本役：七帆ひかる）
- 2006年8月、『UNDERSTUDY』（バウホール） - キャロル・リプケン
- 2006年11 - 2007年2月、『維新回天・竜馬伝!』 - 新人公演：桂小五郎（本役：北翔海莉）『ザ・クラシック』[12]
- 2007年6 - 7月、『バレンシアの熱い花』 - アロンソ／代役：マルコス（本役：早霧せいな）[注釈 1]、新人公演：ドン・ファン・カルデロ（本役：七帆ひかる）『宙 FANTASISTA!』（宝塚大劇場）
- 2007年8 - 9月、『バレンシアの熱い花』 - アロンソ、新人公演：ドン・ファン・カルデロ（本役：七帆ひかる）『宙 FANTASISTA!!』（東京宝塚劇場）
- 2007年10 - 11月、『バレンシアの熱い花』 - マルコス『宙 FANTASISTA!!』（全国ツアー）
- 2008年2 - 5月、『黎明（れいめい）の風』 - 新人公演：辰美英次（本役：蘭寿とむ）『Passion 愛の旅』[12]
- 2008年6 - 7月、『殉情（じゅんじょう）』（バウホール） - マモル[12]
- 2008年9 - 12月、『Paradise Prince（パラダイス プリンス）』 - トム、新人公演：アンソニー・ブラック（本役：蘭寿とむ）『ダンシング・フォー・ユー』[12]
- 2009年2月、『外伝 ベルサイユのばら-アンドレ編-』 - ベルナール[注釈 2]／オスカル[注釈 2]『ダンシング・フォー・ユー』（中日劇場）[12]
- 2009年5 - 8月、月組『エリザベート』 - エリザベート 大劇場ヒロイン[10][12][7]
- 2009年11 - 2010年2月、『カサブランカ』 - ヤン、新人公演：リチャード・ブレイン（本役：大空祐飛） 新人公演初主演[13][12]
- 2010年3月、『Je Chante（ジュ シャント）』（バウホール） - シャルル・トレネ バウ初主演[14][12]
- 2010年5 - 8月、『TRAFALGAR（トラファルガー）』 - トム・アレン『ファンキー・サンシャイン』[12]
- 2010年9月、蘭寿とむコンサート『“R”ising!!』（バウホール・昭和女子大学人見記念講堂）
- 2010年11 - 2011年1月、『誰がために鐘は鳴る』 - ホアキン
- 2011年3月、『記者と皇帝』（日本青年館・バウホール） - ブライアン・オニール[12]
- 2011年5 - 8月、『美しき生涯』 - 片桐且元『ルナロッサ』[12]
- 2011年10 - 12月、『クラシコ・イタリアーノ』 - ジョルジオ・クリスティアーニ『NICE GUY!!』
- 2012年2月、『仮面のロマネスク』 - アゾラン『Apasionado!!II』（中日劇場）
- 2012年4 - 7月、『華やかなりし日々』 - ビリー・ウエッブ『クライマックス』
- 2012年8 - 11月、『銀河英雄伝説@TAKARAZUKA』 - アンスバッハ／ジャン・ロベール・ラップ
- 2013年1月、『逆転裁判3』（ドラマシティ・日本青年館） - ラリー・バッツ

### 月組時代
- 2013年5月、『ME AND MY GIRL』（梅田芸術劇場） - ジャクリーン・カーストン（ジャッキー）[注釈 3]／ジェラルド・ボリングボーク[注釈 3]
- 2013年7 - 10月、『ルパン-ARSÈNE LUPIN-』 - ドナルド・ドースン『Fantastic Energy!』
- 2013年11 - 12月、『THE MERRY WIDOW』（ドラマシティ・日本青年館） - カミーユ・ド・ロション
- 2014年1月、『風と共に去りぬ』（梅田芸術劇場） - スカーレットII
- 2014年3 - 6月、『宝塚をどり』『明日への指針 -センチュリー号の航海日誌-』 - ナイジェル『TAKARAZUKA 花詩集100!!』 - 花の紳士A／白の王子／蘭の男A 初エトワール
- 2014年7 - 8月、『THE KINGDOM』（日本青年館・ドラマシティ） - ドナルド・ドースン 東上W主演[7][3]
- 2014年9 - 12月、『PUCK（パック）』 - ライオネル・ジャスパー『CRYSTAL TAKARAZUKA-イメージの結晶-』
- 2015年2 - 3月、『風と共に去りぬ』（中日劇場） - スカーレットII
- 2015年4 - 7月、『1789-バスティーユの恋人たち-』 - カミーユ・デムーラン
- 2015年8月、専科『オイディプス王』（バウホール） - イオカステ バウヒロイン[7]
- 2015年11 - 2016年2月、『舞音-MANON-』 - クリストフ・モラン『GOLDEN JAZZ』
- 2016年3 - 4月、『激情』 - プロスペル・メリメ／ガルシア『Apasionado（アパショナード）!!III』（全国ツアー）
- 2016年6 - 9月、『NOBUNAGA〈信長〉-下天の夢-』 - 明智光秀『Forever LOVE!!』

### 専科時代
- 2017年1月、『エリザベート TAKARAZUKA20周年 スペシャル・ガラ・コンサート』外部出演[21]
- 2017年9 - 12月、星組『ベルリン、わが愛』 - ヨーゼフ・ゲッベルス『Bouquet de TAKARAZUKA（ブーケ ド タカラヅカ）』
- 2018年2月、星組『うたかたの恋』 - フリードリヒ公爵『Bouquet de TAKARAZUKA（ブーケ ド タカラヅカ）』（中日劇場）
- 2018年11 - 12月、花組『蘭陵王（らんりょうおう）-美しすぎる武将-』（ドラマシティ・KAAT神奈川芸術劇場） - 高長恭／美少年 東上主演[7][3]
- 2019年5 - 9月、雪組『壬生義士伝』 - 松本良順『Music Revolution!』
- 2019年11 - 12月、星組『ロックオペラ モーツァルト』（梅田芸術劇場・東京建物 Brillia HALL） - アントニオ・サリエリ
- 2020年10月、凪七瑠海コンサート『パッション・ダムール-愛の夢-』（バウホール） 主演[6][4]
- 2021年4 - 7月、花組『アウグストゥス-尊厳ある者-』 - クレオパトラ7世『Cool Beast!!』
- 2021年11月、『Greatest Moment』外部出演[22]
- 2022年7 - 8月、雪組『心中・恋の大和路』（ドラマシティ・日本青年館） - 丹波屋八右衛門
- 2022年10 - 12月、雪組『蒼穹の昴』 - 李鴻章
- 2023年3 - 4月、星組『バレンシアの熱い花』 - フェルナンド・デルバレス『パッション・ダムール・アゲイン!』（全国ツアー） 全国ツアー初主演[2]
- 2023年9月、『ヴォイス・イン・ブルー』外部出演[23]
- 2023年11 - 12月、花組『激情』 - プロスペル・メリメ／ガルシア『GRAND MIRAGE!』（全国ツアー）
- 2024年2 - 3月、『テラヤマキャバレー』外部出演[24]
- 2024年4 - 5月、雪組『39 Steps』（バウホール） - リチャード・ハネー バウ主演[18]
- 2024年5 - 6月、『ベルサイユのばら50～半世紀の軌跡～』外部出演[25]
- 2024年9 - 2025年1月、花組『エンジェリックライ』 - フェデリコ『Jubilee（ジュビリー）』 退団公演[16][19][26]

## 宝塚歌劇団退団後の主な活動

### 舞台
- 2025年4 - 5月、『1789 -バスティーユの恋人たち-』（明治座・大阪新歌舞伎座） - マリー・アントワネット[27]
- 2025年9 -  10月、『謎解きはディナーのあとで』（日本青年館ホール ・SkyシアターMBS）[28]

## 出演イベント
- 2003年11 - 12月、初風緑コンサート『Carmine-カーマイン-』[20]
- 2004年1月、逸翁デー『タカラヅカ・ホームカミング』
- 2005年1月、逸翁デー『タカラヅカ・ホームカミング』
- 2005年9月、『レビュー記念日』
- 2005年12月、『花の道 夢の道 永遠の道』
- 2006年9月、貴城けいコンサート『I have a dream』[29]
- 2006年10月、第47回『宝塚舞踊会』
- 2006年11月、『夢のメモランダム』
- 2007年2 - 3月、轟悠ディナーショー『Yū's Purple Shadow』
- 2007年4 - 5月、轟悠コンサート『Lavender Monologue』
- 2007年9月、『TAKARAZUKA SKY STAGE5th Anniversary Special』
- 2008年7月、『宝塚巴里祭2008』[30]
- 2009年12月、タカラヅカスペシャル2009『WAY TO GLORY』
- 2010年12月、タカラヅカスペシャル2010『FOREVER TAKARAZUKA』
- 2011年5月、『愛の旋律〜夢の記憶』
- 2012年5月、大空祐飛ディナーショー『YUHizm』[31]
- 2012年12月、タカラヅカスペシャル2012『ザ・スターズ!〜プレ・プレ・センテニアル〜』
- 2014年4月、宝塚歌劇100周年 夢の祭典『時を奏でるスミレの花たち』
- 2014年12月、タカラヅカスペシャル2014『Thank you for 100 years』
- 2015年12月、タカラヅカスペシャル2015『New Century，Next Dream』
- 2016年11月、凪七瑠海ディナーショー『Evolution!』 主演[32]
- 2016年12月、タカラヅカスペシャル2016『Music Succession to Next』
- 2017年10月、第54回『宝塚舞踊会』[33]
- 2018年12月、タカラヅカスペシャル2018『Say! Hey! Show Up!!』
- 2019年1月、『演劇人祭』[34]
- 2019年10月、第55回『宝塚舞踊会〜祝舞御代煌（いわいまうみよのきらめき）〜』[35]
- 2019年12月、タカラヅカスペシャル2019『Beautiful Harmony』
- 2023年10月、第56回『宝塚舞踊会』[36]

## TV出演
- 2011年12月、フジテレビ『2011 FNS歌謡祭』
- 2012年10月、日本テレビ『嵐にしやがれ』[37]

## 広告・CM出演
- 2004年、『阪急阪神』初詣ポスターモデル[8][20][9]
- 2010年、『POND'S』

## 受賞歴
- 2010年、『宝塚歌劇団年度賞』 - 2009年度新人賞[38]
- 2019年、『宝塚歌劇団年度賞』 - 2018年度努力賞[39]
- 2023年、『宝塚歌劇団年度賞』 - 2022年度努力賞[40]